# Mesida thorelli
Mesida thorelli là một loài nhện trong họ Tetragnathidae.
Loài này thuộc chi Mesida. Mesida thorelli được miêu tả năm 1877 bởi Blackwall.